# Vibeke Larsen (Politikerin, 1971)

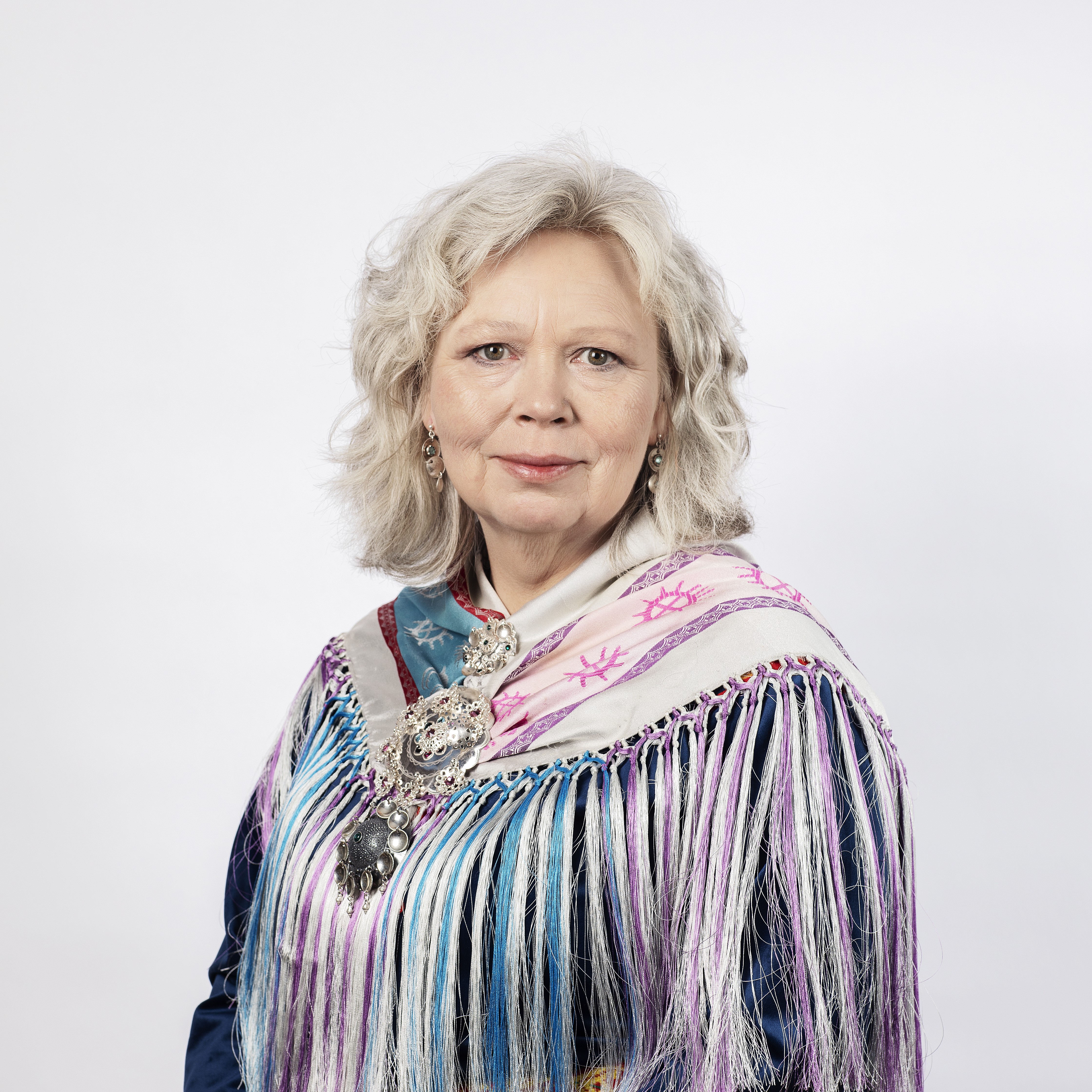
Vibeke Larsen, 2021

Vibeke Larsen (* 15. Juni 1971 in Vassdalen, Kommune Narvik) ist eine norwegisch-samische Politikerin und seit Januar 2024 Parteivorsitzende von Nordkalottfolket. Nachdem sie bereits von 2004 bis 2017 Abgeordnete im Sameting war, ist sie es seit 2021 erneut. Ab Dezember 2016 fungierte sie als Sametingspräsidentin. Bis 2017 war sie Mitglied der Arbeiderpartiet (Ap), später gründete sie die Partei Šiella, bevor sie zu Nordkalottfolket wechselte. 

## Leben

### Herkunft, Ausbildung und Beruf
Larsen stammt aus Vassdalen. Sie ist in den Bereichen Wirtschaft, Marketing und Soziologie auf Hochschul- und Universitätsniveau ausgebildet. Sie arbeitete als Kundenbetreuerin beim Telekommunikationsunternehmen Telenor, als Lohnsekretärin und als selbstständige Geschäftsfrau.

### Sametingsabgeordnete und Mitglied imSametingsrådet
Larsen verpasste bei der Sametingswahl 2001 den Einzug  in das norwegische Sameting. Stattdessen wurde sie erste Vararepresentantin, also Ersatzabgeordnete, der Arbeiderpartiet in ihrem Wahlkreis. Als erhielt sie ab Herbst 2004 einen dauerhaften Einsatz, als sie für Per Magne Solli nachrückte. Bei der Sametingswahl im Herbst 2005 zog Larsen im Wahlkreis Nordre Nordland schließlich erstmals direkt in das Sameting ein. Dort wurde sie stellvertretende Vorsitzende des Plan- und Finanzausschusses.
Zwischen 2007 und 2009 gehörte sie unter Sametingspräsident Egil Olli dem Sametingsrådet, dem Regierungsgremium des Sametings, an. Bei den Wahlen 2009 zog sie erneut in das Sameting ein, aufgrund einer Wahlkreisreform aber nun für den dem samischen Wahlkreis Vesthavet. Erneut wurde sie Teil des Sametingsrådet. Zur Wahl im Jahr 2013 trat sie die Präsidentschaftskandidatin ihrer Partei an. Sie zog jedoch erneut ins Sameting ein, ohne Sametingspräsidentin zu werden.

### Sametingspräsidentin und Parteiaustritt
Am 20. November 2016 wurde Helga Pedersen als Spitzenkandidatin der Arbeiderpartiet für die Sametingswahl 2017 nominiert. Pedersen war zu diesem Zeitpunkt Abgeordnete im norwegischen Nationalparlament, dem Storting. Dies führte zu Diskussionen in der samischen Gruppierung der Arbeiderpartiet, da Pedersen im Gegensatz zur Ap-Sametingsfraktion Bergbau in der Region um Kvalsund befürwortete.
Nachdem es der damaligen Sametingspräsidentin Aili Keskitalo im Dezember 2016 vom Norske Samers Riksforbund (NSR) nicht gelungen war, einen neuen Haushaltsplan zu verabschieden, veranlasste Larsen ein Misstrauensvotum gegen sie. Dieses Votum ging gegen Keskitalo aus. Am 9. Dezember 2016 wurde Vibeke Larsen in einer Koalition mit Høyre und Árja zur neuen Parlamentspräsidentin gewählt. Damit wurde Larsen die erste Person in dieser Position, die keine der samischen Sprachen beherrschte. Ihre Parteikollegin Helga Pedersen zog sich daraufhin als Spitzenkandidatin für die nächste Wahl zurück. Ihren Rückzug begründete Pedersen damit, dass das Vorgehen von Larsen und der Ap-Fraktion die Erfolgschancen der Partei bei der anstehenden Wahl geschmälert hätten.
Nach dem Rückzug von Pedersen stimmte die Arbeiderpartiet am 28. Januar 2017 erneut darüber ab, wer als Spitzenkandidat für die Partei bei der Sametingswahl im September 2017 antreten sollte. Dabei kam es zu einer Abstimmung zwischen Larsen und Ronny Wilhelmsen, der zu diesem Zeitpunkt Vizepräsident in Larsens Sametingsrådet war. Wilhelmsen gewann die Abstimmung mit 21 zu 17 Stimmen. Larsen kündigte daraufhin zunächst an, dass sie als Sametingspräsidentin zurückzutreten werde. Am 29. Januar 2017 gab sie stattdessen bekannt, dass sie als Parteilose fortsetzen werde. Zugleich entließ sie Wilhelmsen aus dem Sametingsrådet. Larsen wurde damit die erste parteilose Sametingspräsidentin.

### Gründung der ParteiŠiella
Im Februar gab Larsen bekannt, dass sie bei der Sametingswahl im Herbst 2017 mit der von ihr gegründeten sozialdemokratischen Partei Šiella antreten werde. Larsens neue Partei trat in sechs der neun Wahlkreise an, konnte jedoch kein Mandat erzielen. Somit endete mit der Wahl ihre Zeit als Sametingspräsidentin und als Abgeordnete im Sameting.

### Wechsel zu Nordkalottfolket
Im Januar 2020 wurde ihr Wechsel zur Partei Nordkalottfolket bekannt. Bei der Sametingswahl 2021 konnte sie für die Partei erneut ins Sameting einziehen. Im Januar 2024 wurde sie zur Nordkalottfolket-Parteivorsitzenden gewählt.